# Tempira
Tempira (en llatí Tempyra, en grec antic Τέμπυρα) era una ciutat del sud de Tràcia vora la Via Egnàcia, entre Trajanòpolis i Maximianòpolis.
Estava situada en un congost, i això permetia que fos un lloc convenient per les tribus depredadores que vivien a les rodalies. Aquí els tarusis van atacar l'exèrcit romà dirigit per Gneu Manli Vulsó l'any 188 aC carregat dels fruits del seu saqueig quan tornava de l'Àsia Menor creuant Tràcia, però les tribus hostils no van trobar bon refugi i van ser derrotats.
Tempira sembla que podria ser el lloc que menciona Apià a través del qual van passar Marc Juni Brut i Gai Cassi Longí quan anaven a Filipos abans de la batalla.